# Transznisztriai háború

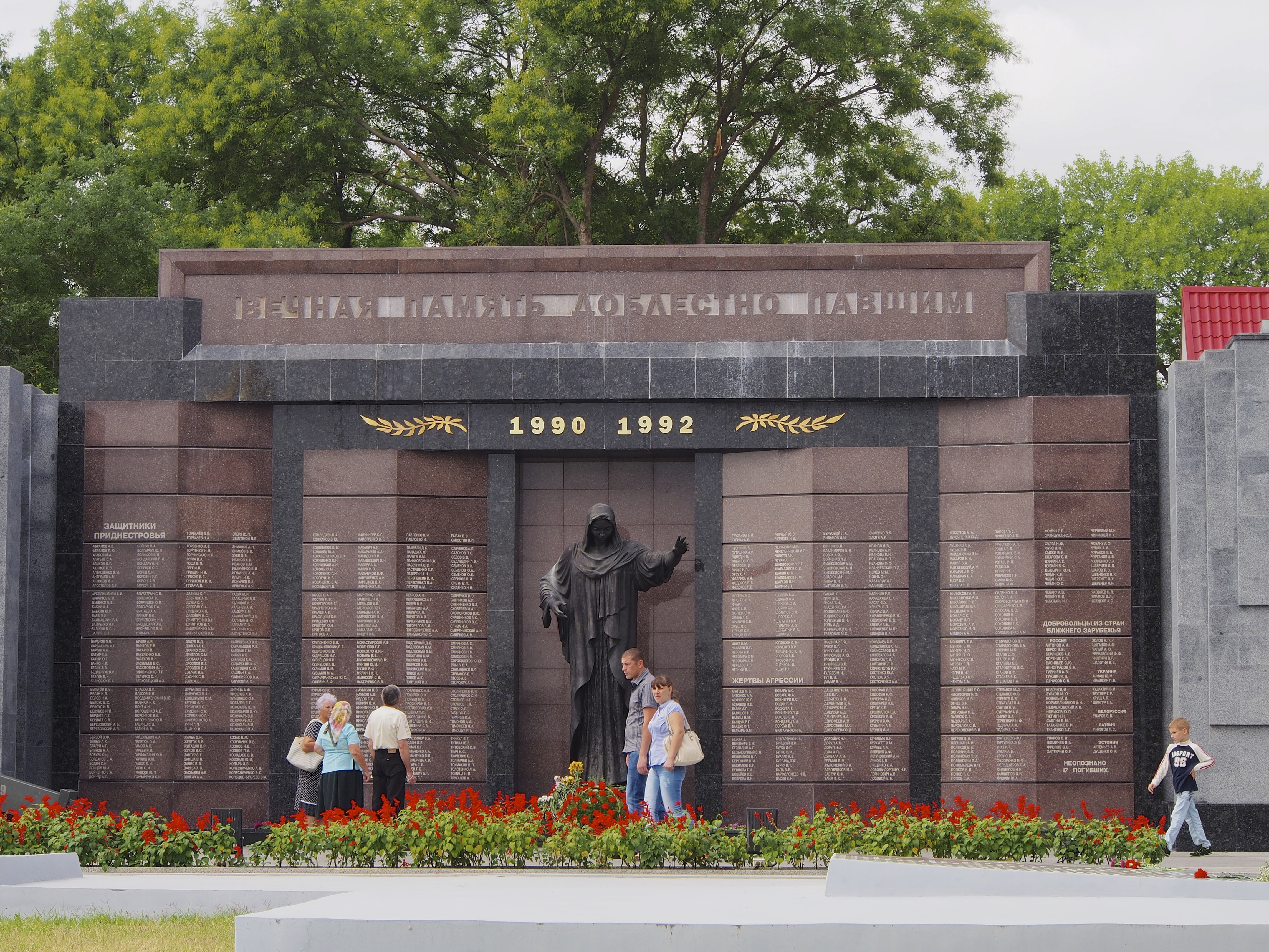
A háború dnyesztermenti áldozatainak orosz nyelvű emlékműve.

A transznisztriai háború vagy dnyesztermenti háború egy fegyveres konfliktus volt 1992. március 2. – július 21. között (kisebb incidensek már 1990-ben is voltak) Transznisztriában (hivatalos neve: Dnyeszter Menti Köztársaság), a nemzetközi értelemben vett Moldova keleti területén. A konfliktus kiváltó oka a Szovjetunió szétesése és a Moldáv Köztársaság függetlenné válása volt, mely kiváltotta a Dnyeszter-melléken élő orosz és ukrán lakosság tiltakozását, akik 1990 szeptemberében kikiáltották a Moldáv SZSZK-tól független Transznisztriai SZSZK-t. A moldovai fegyveres erők már 1990-ben megkísérelték néhány település elfoglalását a területen, mikor azonban 1991. augusztus 27-én Moldova hivatalosan is független állammá vált, teljes erővel megkezdődtek a Dnyeszter-mellék visszafoglalására irányuló politikai - katonai előkészületek. A katonai konfliktus 1992. március 2-ára eszkalálódott, a moldovai csapatok oldalára romániai önkéntesek is érkeztek és romániai katonai tanácsadók segítették a moldovai hadsereget, ezzel szemben viszont a transznisztriaiak oldalán orosz és ukrán önkéntesek (elsősorban doni kozákok) léptek fel, majd a térségben állomásozó orosz 14. hadsereg is beavatkozott a harcokba a transznisztriaiak oldalán, ezzel el is döntve a háború kimenetelét. A konfliktus eredményeként Transznisztria gyakorlatilag önálló állam lett, melyet azonban egyetlen másik állam sem ismer el. 1992 óta a térségben orosz katonák állomásoznak a Közös Ellenőrző Bizottság keretében.
A konfliktust régen nevezték még moldovai polgárháború-nak is amiatt, hogy a Dnyesztermelléken élő ukránok és oroszok is pont úgy (sőt hivatalosan a mai napig) Moldova állampolgárai. Moldovában és Romániában nevezik moldáv–orosz háború-nak is (románul: Războiul moldo-rus).

## Előzmények
Transznisztria létének története az első világháború végéig vezethető vissza, amikor 1918-ban a polgárháborúba süllyedt Oroszország elvesztette Besszarábiát, Románia javára. A szovjetek, miután biztosították hatalmukat, egyik első külpolitikai célkitűzésüknek tekintették az első világháború után elvesztett területek - így Besszarábia - visszaszerzését. 1924-ben Bécsben szovjet–román tárgyalásokra került sor, melyek azonban eredménytelenül zárultak, jelentős mértékben köszönhetően annak, hogy egy, többségében oroszok által lakott dél-besszarábiai faluban, Tatarbunarban felkelés tört ki a román hatóságok ellen, melyet a szovjet kormány indirekt módon (a Román Kommunista Párton keresztül) támogatott. A tárgyalások megszakadását követően a szovjetek a Dnyeszter keleti partján létrehozták a Moldáv Autonóm Szovjet Szocialista Köztársaságot, melynek lakossága főként ukrán és román (moldáv) volt.
A második világháború idején (1940. június 26.) a szovjetek megszállták Besszarábiát, de a Barbarossa hadművelet megindulását követően a román csapatok hamar visszafoglalták azt, majd megszállták Transznisztriát is. 1944-ben a szovjetek visszafoglalták úgy Transznisztriát, mint Besszarábiát, majd ezek a területek a második világháború után is megmaradtak a Szovjetunió részének. A szovjet hatóságok Transznisztriát és Besszarábiát összeolvasztották, létrehozva a Moldáv SZSZK-t. Ennek román nemzetiségű és nyelvű lakosságát moldávnak, vagy másként moldovánnak nyilvánította a szovjet politika és a kommunisták által irányított köznevelés révén kiformálták a moldován tudatot. A Dnyesztermelléket tudatosan alakították ki nehézipari területté és építettek fegyverraktárakat, ahol aztán nagy mennyiségű készletek halmozódtak fel és ez a későbbi háborúban igen jól jött az orosz és ukrán felkelőknek a moldován hadsereg elleni harcban.
Az 1980-as évek végére a Szovjetuniót elérte az enyhülés szele, Mihail Szergejevics Gorbacsov reformpárti politikájának köszönhetően, mivel azelőtt a szovjet politika nemcsak a moldován és a román nemzet szétválasztására törekedett, hanem ezen előbbi csoportot így akarta eloroszosítani. A diktatúra enyhülése a nemzetiségi és szeparatista mozgalmak felerősödését is előidézte, így ismét előtérbe került Moldova Romániával történő egyesülését célzó tervek. A moldovai román nacionalizmus felerősödése azonban természetesen ellenszenvet szült a térség elsősorban szláv nemzetiségeinek körében. Ez a román nacionalizmus-ellenesség legerősebben a Dnyeszter-mellékén jutott kifejezésre, ahol az 1989-es népszámlálás alapján a román lakosság mindössze a népesség 39,9%-át tette ki, míg az oroszok és ukránok együttesen 53,8%-ot. Emellett tovább erősítette a szláv lakosság ellenérzéseit, hogy 1989. augusztus 31-én a moldáv parlament elfogadott két törvényt, melyek az orosz helyett a moldávot tették meg az ország hivatalos nyelvének, valamint a ciril betűs írás helyett a románnal egyező latin írásmódot léptették életbe, ezzel is a Romániával történő fúziót kívánva elősegíteni.
Mikor 1989 decemberében Romániában a forradalom megbuktatta Nicolae Ceaușescut és vele együtt a kommunista rezsimet, megnőtt az esélye egy esetleges egyesülésnek Románia és Moldova között, kiváltva a moldovai nemzetiségek egyre nyíltabb tiltakozását. 1989 szeptemberétől egyre gyakoribbak voltak a tüntetések, zavargások a moldovai kormány nemzetiségi politikája ellen. Gagauziában és Transznisztriában a helyi nemzetiségek a moldáv köztársaságnak föderális alapokra való átalakítását tűzték ki célul. Miután a moldáv kormány ezt elutasította, 1990 augusztusában Gagauzia, majd szeptemberben Transznisztria kikiáltotta függetlenségét Moldovától és önálló szovjet tagköztársasággá való átalakulását, ezt a lépést azonban sem Chișinău, sem Moszkva nem ismerte el.
Az első fegyveres összetűzésre 1990. november 3-án került sor a Dnyeszter keleti partján fekvő Dubăsari város mellett, amikor egy moldovai rendőri különítmény megkísérelt egy barikádot felszámolni, melyet Dubăsari lakosai építettek a Dnyeszteren átívelő hídra. A kibontakozó lövöldözésben három helyi lakos vesztette életét, 16-on pedig megsebesültek.
A függetlenség kikiáltása után Moldova hozzálátott saját haderejének megszervezéséhez. A moldovai hatóságok létrehozták a Védelmi Minisztériumot, majd megkezdték a csapatok toborzását. 1992 júliusára 25 000 - 35 000 moldáv katona állt hadrendben, akik főként a szovjetektől "örökölt" fegyverekkel voltak felszerelve, de Románia is küldött fegyvereket az országnak, sőt román katonai tanácsadók és később önkéntesek is érkeztek az országba. A konfliktus során az orosz hadvezetőség megvádolta a román kormányt, hogy román pilótákat is küldött a moldovai haderő részére, ezt azonban a kormány tagadta és a későbbiekben sem sikerült bizonyítani.
Ezzel egy időben a transznisztriai szeparatisták egy hozzávetőlegesen 9000 főből álló miliciát állítottak fel, melyhez a konfliktus kitörését követően mintegy 5000 orosz (kozák) és ukrán önkéntes csatlakozott. A térségben harmadik erőnek számított a 14000 főt kitevő 14. orosz hadsereg Alexandr Lebegy parancsnoksága alatt, mely később szintén a transznisztriaiak oldalán avatkozott bele a harcba (a hivatalos orosz verzió mindössze békefenntartásról szólt). A transznisztriai fegyvereseket Oroszország és Ukrajna látta el fegyverekkel.
1991. december 23-án a moldovai csapatok ismét megkísérelték birtokba venni a Dubăsari melletti Dnyeszter-hidat, de a helyi milicisták visszaverték őket. Az összecsapásban négy moldovai katona esett el és 27 transznisztriai milicista került fogságba. Ezt az eseményt követően hadműveleti szünet állt be, míg március 2-án a konfliktus elmérgesedésével ki nem tört a háború.

## A katonai konfliktus
1992. március 1-én Igor Sipcsenkot, a dubăsari-i milícia parancsnokát meggyilkolta egy helyi fiatal. A kiélezett helyzetben a gyilkosság elrendelésével a moldovai rendőrséget vádolták meg. Megtorlásként március 2-ra virradó éjszaka doni kozák fegyveresek Dubăsari-ban ostrom alá vették a helyi rendőrség épületét és az ott tartózkodó 26 rendőrt fogságba ejtették (később kicserélték őket egy orosz fogolyra). A dubăsari-i eseményekre válaszul azonban egy, a Dnyeszter keleti partján levő, de Moldovához hű falu, Cocieri lakosai megtámadtak egy közeli fegyverraktárat, hogy felfegyverezzék magukat a transznisztriai milíciák ellen. Az összecsapásban három támadó életét vesztette, de végül a helybéliek sikeresen elfoglalták a raktárat, majd felfegyverkezve összecsaptak a transznisztriai szeparatisták fegyvereseivel. Rövidesen moldovai rendőrök és katonák érkeztek a térségbe, beavatkozva a harcokba a cocieri-i lakosok oldalán. Ezzel párhuzamosan heves harcok kezdődtek Dubăsari-tól délre, Coşniţa környékén is, ahova a transznisztriai szeparatisták taposóaknákat is telepítettek. Transznisztria fegyverraktárai még ma is talán negyvenezer tonnányi fegyvert tartalmaznak, s mivel akkor is már bőségesen rendelkezésre állt ez a készlet, a szemben álló feleknek (de különösen az oroszoknak és ukránoknak) bőven volt miből felfegyverezni saját erőiket. Hasonlóan hátramaradt szovjet fegyverkészletek biztosítottak felszerelést az ugyanebben az időben kirobbant tádzsik polgárháborúhoz.
A legsúlyosabb harcokra Bender város környékén került sor, amely a Dnyeszter folyótól nyugtra helyezkedik el, de többségében oroszok által lakott városként a transznisztriai kormány tartott rá igényt és a dnyeszter-menti szeparatisták emiatt megszállták. A moldovai kormány csapatokat küldött a térségbe a moldovai hatalom helyreállítására. Június 19-én moldovai hatóságok letartóztatták a 14. orosz hadsereg egyik őrnagyát, válaszul transznisztriai szeparatisták és orosz katonák tüzet nyitottak a benderi rendőrség épületére. Másnap a moldovai kormány erősítést küldött a városba, a moldáv katonákat azonban a városban transznisztriai és kozák fegyveresek fogadták. Heves harcok után a moldovaiak Bender jelentős részét elfoglalták, majd megkísérelték a Bender melletti Dnyeszter-híd elfoglalását, ahonnan zavartalanul támadhatták volna a transznisztriai kormány székhelyét, Tiraszpolt. A moldovai csapatok közeledésének hírére azonban az orosz 14. hadsereg nyiltan beavatkozott a harcba a transznisztriaiak oldalán, visszavetve a moldovai csapatokat és elfoglalva Bendert. A harcok során a moldovai csapatok kisebb számban repülőgépeket és helikoptereket is bevetettek, melyek közül egy súlyosan megrongálódott.
A kezdeti időszakban megnőtt a veszélye egy esetleges gagauziai konfliktusnak is, a gagauz többségű településeken a lakosok úttorlaszokat emeltek, valamint kisebb incidensekre is sor került, de a konfliktus eszkalálódását sikerült megakadályozni (Transznisztriával ellentétben), ennek is köszönhető, hogy a későbbiekben békés úton jöhetett létre megegyezés a moldovai kormány és a gagauzok vezetői között, melynek köszönhetően Gagauzia széles körű autonómiát kapott.

### A 14. orosz hadsereg szerepe
A konfliktus kezdeti szakaszában a Dnyeszter-mentén állomásozó orosz csapatok hivatalosan semleges álláspontot képviseltek, de a katonák és tisztek többsége szimpatizált a transznisztriai szeparatistákkal, sőt egyesek nyíltan beavatkoztak a harcokba a moldovaiak ellen, annak ellenére, hogy Moszkvából ilyen parancs ekkor még nem érkezett részükre. Emellett az orosz hadsereg a konfliktus alatt végig segítette fegyver- és lőszerszállítmányokkal a transznisztriaiakat. Emiatt több ízben előfordult, hogy a moldovai tüzérség orosz célpontokat is támadott. A Bender térségében vívott harcokban a moldovaiak három T–64-es orosz tankot semmisítettek meg és kettőt súlyosan megrongáltak, válaszul az oroszok heves tűz alá vették a moldovai alakulatokat, (orosz források szerint) megsemmisítve 11 páncélozott harcjárművet, két T–12 tankelhárító fegyvert, két ZU–23 légvédelmi ágyút és megölve 80 moldovai katonát.
Amikor a moldovai csapatok júniusban visszafoglalták Bendert és Tiraspol fele nyomultak előre, a 14. orosz hadsereg engedélyt kapott a nyílt beavatkozásra. Július 3-án hajnalban az orosz tüzérség tűz alá vette a moldovai csapatok Bender körüli állásait, ezzel gyakorlatilag el is döntötte a háború kimenetelét. Rövidesen a transznisztriai csapatok és a kozákok orosz tankokkal megerősítve ellentámadásba lendültek és visszafoglalták Bendert. Ezzel párhuzamosan a Krím-félszigeten állomásozó orosz MiG–29-es repülőgépeket felkészítették egy esetleges transznisztriai bevetésre, a repülők bevetésére azonban végül nem került sor, mert a moldovai kormány fegyverszünetet kért. A fegyverszüneti szerződést július 21-én írta alá Mircea Snegur moldovai és Borisz Jelcin orosz elnök.
A 14. orosz hadsereg főparancsnoka, Alekszandr Lebegy a konfliktust követően meglehetősen ellentmondásosan nyilatkozott az orosz csapatok szerepéről. Egy ízben nyílt támogatását fejezte ki a transznisztriai szeparatista kormány felé, mint mondta: "Büszke vagyok, hogy segítettük és felfegyvereztük a transznisztriai katonákat a moldovai fasiszták ellen". Egy másik alkalommal azonban úgy nyilatkozott, hogy az oroszok tulajdonképpen csak a békét segítették elő Transznisztriában, mint fogalmazott: "Én megmondtam a tiraszpoli huligánoknak és a chişinău-i fasisztáknak, hogy jobb ha befejezik egymás ölését, ellenkező esetben szétlövöm őket a tankjaimmal".

## Következmények

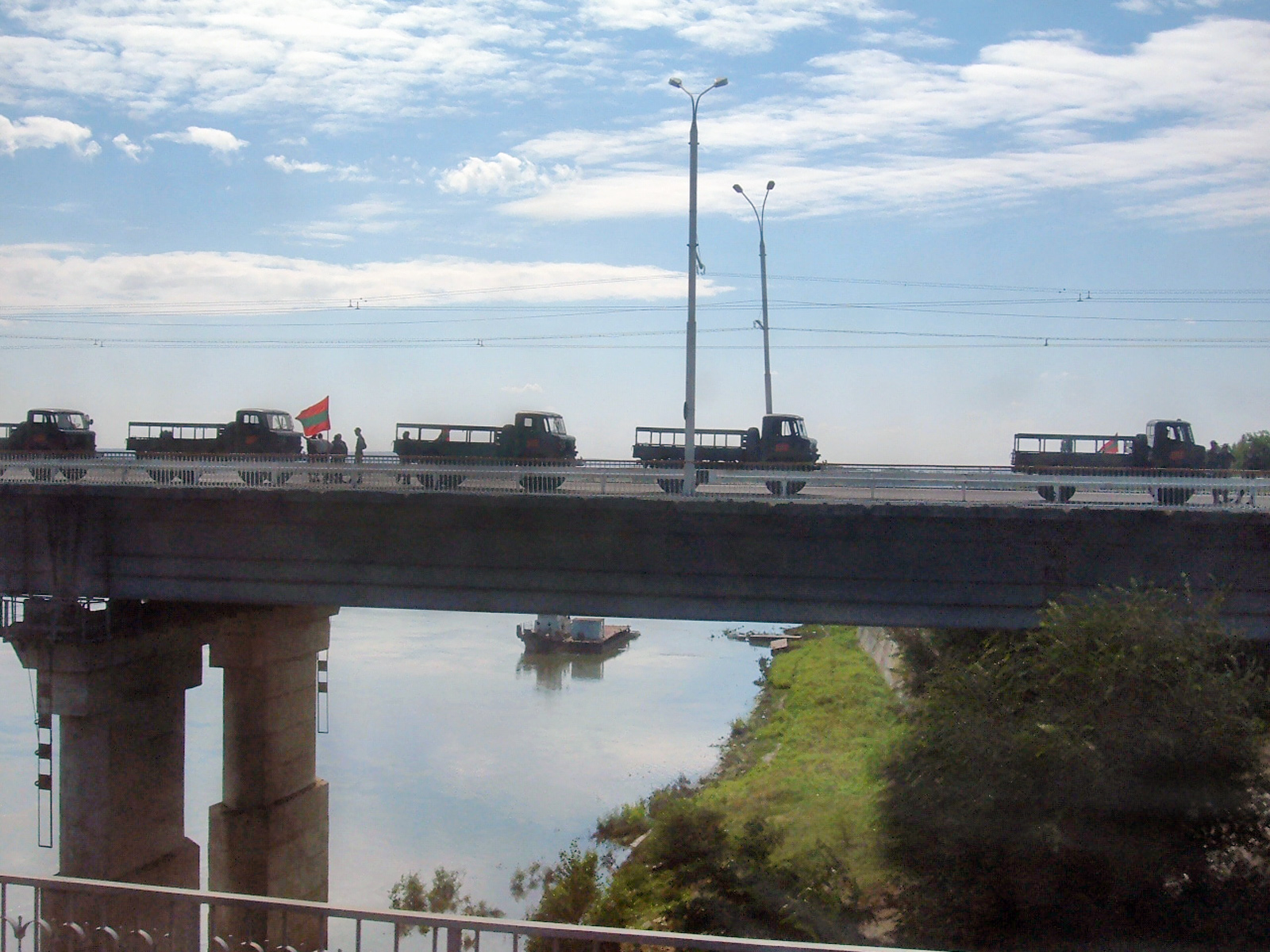
Katonai járművek és transznisztriai zászló a Tiraspol és Bender közti Dnyeszter-hídon

A július 21-én aláírt fegyverszüneti szerződés értelmében a további fegyverhasználat elkerülése végett létrehozták a Közös Ellenörző Bizottságot, mely a három fő hadviselő fél, Oroszország, Moldova és Transznisztria katonáit foglalja magába, a három fél katonái békefenntartó missziót látnak el. Oroszország hazaszállította a térségből a 14. orosz hadsereget, de egy, a moldovai kormánnyal kötött egyezmény alapján joga van 2400 katonát állomásoztatni Transznisztriában. 1998-ban a missziót kibővítették, amennyiben 10 ukrán katonai megfigyelő is érkezett a térségbe, a békés állapot szavatolására.
A fegyverszünet megkötését követően néhány nappal még egy fegyveres incidensre került sor a Bender melletti, többségében oroszok által lakott Gîsca faluban, amikor moldovai katonák helyi milicistákkal tűztek össze. Az összecsapásban moldovai katonák legkevesebb három civillel végeztek és több sebesült milicistát agyonlőttek, majd a moldovai tüzérség lakóházakat vett tűz alá. A vérengzést hamarosan sikerült leállítani, a későbbiekben pedig nem került sor fegyveres összecsapásokra.
A fegyverszüneti szerződés értelmében Moldova lemondott a transznisztriai ellenőrzés alatt levő területek belső ügyeibe való beleszólásról, de a terület függetlenségét nem ismerte el (és nem ismeri el a mai napig, ahogyan a világ egyetlen más országa sem). 2006-ban Transznisztriában népszavazást tartottak a terület sorsáról, ezen a népszavazáson a résztvevők döntő többsége az Oroszországhoz való csatlakozást támogatta, de a referendumot egyetlen állam, még maga Oroszország sem ismerte el. Ennek elsődleges oka, hogy az oroszok Transznisztria ügyét időnként "zsarolási eszköz"ként használják fel a moldovai államvezetéssel szemben. 2012-ben, amikor tárgyalások kezdődtek Moldova és a NATO között esetleges NATO-bázisok létesítéséről az ország területén, az orosz külügyminisztérium kilátásba helyezte a Dnyeszter-menti Köztársaság függetlenségének elismerését, mely lépés megnehezítené Moldova számára a térség visszaszerzését.
A viszály napjainkban sem csitult, sőt újbóli háborúskodás kirobbanásának veszélye áll fenn Oroszország 2022-ben indult ukrajnai háborúja miatt.